# فیتزیو تاونسند
فیتزیو تاونسند (انگلیسی: Fitzhugh Townsend; ۰ آوریل ۱۸۷۲ – ۱۱ دسامبر ۱۹۰۶) شمشیرباز اهل ایالات متحده آمریکا بود.